# Pseudobryomima distans
Pseudobryomima distans là một loài bướm đêm trong họ Noctuidae.